# Apocalipsis griego de Baruc
El llamado Apocalipsis griego de Baruc, también conocido como Libro III de Baruc o 3 Baruc, es un escrito apócrifo israelita del Antiguo Testamento, atribuido a Baruc, escriba y secretario del profeta Jeremías durante el exilio en Babilonia (s. VI a. C.)
Fue escrito en griego a finales del s. I o a comienzos del II. Pertenece al género apocalíptico.
En la historia que se narra en el libro, Baruc se lamenta por la caída de Jerusalén (587 a. C.). Un ángel lo acompaña en un viaje al cielo, donde encuentra demonios y ángeles, después a Miguel, y luego reencuentra el templo celeste.